# Dépôt d'étalons de Dumbrava
Le dépôt d'étalons de Dumbrava (également connu localement sous le nom de Grajdurile Măriei Sale ou Herghelia Regală - haras des rois) est un dépôt d'étalons situé à Dumbrava, dans le județ de Neamț. Les étalons sont destinés à être utilisés dans des élevages publics communaux. Le but de l'existence du dépôt est à la fois l'amélioration des chevaux d'élevage et la promotion des chevaux de Pur-sang par l'équitation.

## Histoire
À l'époque d'Étienne le Grand, ce lieu n'est autre que les écuries du souverain. Son emplacement sur un site rectiligne avec accès aux pâturages et à l'eau (près du confluent de l'Ozana et de la Moldova), protégé par une colline et proche de la forteresse de Neamt, constitue un avantage.
Le dépôt lui-même a été créé en 1900-1904 sous le nom de Depozit de Remontă al Armatei (dépôt de remonte de l'armée), et était administré par les Domeniile Regale. Il a été construit par des artisans italiens. Dans chacune des six écuries, se trouve un peloton de 25 chevaux pour les troupes et 2 pour les officiers, et il y avait également une pièce où les soldats logeaient. Au début, les chevaux étaient gardés ensemble, attachés les uns aux autres, et plus tard, des stalles individuelles ont été construites. À son apogée, le dépôt disposait de 1 463 hectares de terres agricoles, travaillées par 74 paires de bœufs. En 1956, deux autres écuries ont été construites.
Plus tard, en 1911, il est passé sous l'administration du ministère de l'agriculture. Le dépôt devient une ferme zootechnique en 1959, et a été transférée au Centrul Republican de Creșterea și Calificarea Cailor de Rasă - București (« Centre républicain d'élevage et de qualification des chevaux de race pure de Bucarest » en 1971. Après sa fermeture administrative en 2002 (elle avait été transformée en gouvernement régional autonome en 1991 et en entreprise nationale en 1998), la base matérielle et l'administration de l'unité sont revenues à l'Administration nationale des forêts, par le biais de la Direction des forêts de Piatra Neamt.

## Structure
Le dépôt est situé près de la DN15B. Dans sa structure, on trouve une base matérielle composée des six écuries d'origine - avec 227 hectares de terres agricoles associées, un manège couvert (également d'origine du temps du Roi) de 24 x 36 m, une base d'entraînement, des chevaux pour le saut d'obstacles, un bureau administratif et une maison d'hôtes. Les deux écuries construites en 1956 sont délabrées et servent de remises et de stockage de bois de chauffage.
Les races présentes sont : l'Arabe, le Pur-sang, le Cheval de sport roumain, le demi-sang roumain, le Lipizzan, le Gidran, le Huțul et le Bucovine. Le cheval roumain de demi-sang est le plus nombreux, les Lipizzans venant en deuxième position. La couleur prédominante des chevaux est le bai, suivi de l'alezan.
Le troupeau est divisé en un lot d'équitation (qui prédomine) et un lot sportif, pour lequel les cavaliers sont formés par un entraîneur. Il y a un instructeur sur le site.

## Activités
L'activité principale est l'amélioration des races de chevaux dans les comtés de Moldavie. Du 15 septembre au 15 mars, les étalons sont retirés du dépôt pour être remis en liberté. L'équipe de cavaliers de l'entrepôt est également active dans les compétitions nationales et internationales. Chaque année, le dépôt accueille les finales du championnat national de saut d'obstacles pour les enfants, les juniors et les jeunes.
Le dépôt offre également la possibilité de pratiquer l'équitation, à travers des promenades touristiques à cheval ou en calèche ou en traîneau (hiver), ainsi que des cours d'équitation ou de saut d'obstacles. On peut également visiter les écuries. Il existe une possibilité d'hébergement pour qui souhaite y pratiquer l'équitation.
Il est envisagé d'inclure les bâtiments du dépôt dans le patrimoine des monuments historiques, mais cela aurait un impact négatif sur les activités de maintenance des bâtiments, selon ses administrateurs.